# مهر و ماه
مهر و ماه، نام یک مجموعهٔ تلویزیونی ایرانی به کارگردانی «حمید لبخنده» است که در سال ۱۳۶۹ تولید و از شبکه ۲ سیمای جمهوری اسلامی ایران پخش گردید.

## خلاصۀ داستان
قصۀ مجموعه در دوران حکومت کریم‌خان زند می‌گذرد.  «ابراهیم» به نشانه اعتراض، انبار باروت حکومت را به آتش می‌کشد و فرار می‌کند. مأموران حکومتی، پسر او را دستگیر کرده و تهدید می‌کنند در صورتی که «ابراهیم» خود را معرفی نکند، پسرش را فردا به دار خواهند آویخت. مادر با کمک برادرانش و همیاری مردم شهر، پسر را می‌رهانند و به نیروهای دولتی یورش می‌برند.

## بازیگران و عوامل تولید

### بازیگران
- پرویز پورحسینی
- محبوبه بیات
- فلورا سام[۳]
- علی دهکردی
- رضا فیاضی
- عزیزالله هنرآموز
- زهرا سعیدی
- غزل صارمی
- حسین کسبیان
- حبیب دهقان‌نسب
- بهروز مسروری
- حسن زارعی
- سایه میثمی

### عوامل تولید
- نویسنده و کارگردان: حمید لبخنده
- خواننده: مهران مدیری
- مدیر فیلمبرداری: مصطفی احمدیان
- تدوین: حمید لبخنده
- تهیه‌کننده: مجید اوجی
- محصول: گروه فیلم سریال شبکه ۲ سیمای جمهوری اسلامی ایران
- سال تولید: ۱۳۶۹